# Vértanú Szent Marius és társai
Vértanú Szent Marius és társai (? – Róma, 270 körül) szentként tisztelt ókeresztény mártírok csoportja.
Marius gazdag keresztény perzsa nagybirtokos volt, aki 270 körül feleségével, Mártával, és két fiával, Audifax-szal és Abakummal Rómába zarándokoltak Péter- és Pál apostol sírját meglátogatni. Az éppen akkor dühöngő II. Cladius-féle keresztényüldözés során börtönbe vetett hitvallókat is meglátogatták. Közben azonban ők maguk is börtönbe kerültek, és hamarosan ki is végezték őket. A Római katolikus egyház szentként tiszteli őket, és január 19. napján üli emléküket.